# Olivier Koskas
Pour les articles homonymes, voir Koskas.
Olivier Koskas, né le 12 décembre 1974, est un céiste français de descente.

## Carrière
Il remporte la médaille d'or en C-1 classique par équipe avec Thierry Derouineau et Stéphane Santamaria aux Championnats du monde de descente 1998 à Garmisch-Partenkirchen, et la médaille d'argent en C-1 classique par équipe avec Stéphane Santamaria et Olivier Jacquemin aux Championnats du monde de descente 2000 à Treignac ainsi qu'aux Championnats du monde de descente 2002 à Valsesia avec Stéphane Santamaria et Harald Marzolf.